# ロザリオとバンパイア (アニメ)
ロザリオとバンパイアでは、池田晃久による漫画作品『ロザリオとバンパイア』を原作としたテレビアニメ『ロザリオとバンパイア』（第1期）と『ロザリオとバンパイア CAPU2』（ロザリオとバンパイア カプチュー・第2期）、およびその関連作品を扱う。また、キャストの共通性から便宜的に、アニメに先行するドラマCDについても本記事で扱う。

## 概要
アニメはラブコメ路線に変更されているため、少年漫画色も強い原作とは方向性が異なる。監督いわく「モチーフは直球で少し恥ずかしい往年の週刊少年ジャンプ系ラブコメ」。独自の話や演出によるギャグテイスト・昭和テイスト・エロティックな要素が強調された作品となっており、特にパンチラの量は原作に比べて極端に多く、原作に見られる流血シーンなどはない。
第1期は原作を元に作られているが改変も目立ち、第2期はほぼアニメオリジナルのギャグストーリーとなっている。原作では、主人公・月音の変化や成長というものが主軸の一つとなっているが、アニメでは排除されており、吸血鬼化や屍鬼化などもせず、原作とは正反対のキャラクターになっている。反学派以降の主要な敵は登場せず、クラスの席順や大結界の鍵、萌香の封印関連や三大冥王についてもアニメオリジナルの設定になっている。またアニメでは学園と地上を行来するバスは定期便となり、バンパイアはS級の大妖怪とされ、赤い瞳だけでなく銀色の髪もその特徴だとされている。
1980年代のカバー曲がBGMとしてよく使用され、萌えを意識した演出も多く、月音と萌香が見つめ合うことが多い。また、心愛の式妖・こーちゃんが第1期から登場し、言葉巧みに状況や用語の解説、登場人物へのツッコミ、敵との戦闘時間を計測する役目などを務めている。萌香の覚醒場面では第1期・第2期共にそれぞれ独自の変身シーンが用いられ、バンクシステムとして利用された。

### 第1期
主に2008年1月から同年3月まで独立UHF局他で放送された。全13話。ジャンプ系新作アニメとしては初の独立UHF局放送作品。第4話のオリジナル話を除き、第1部第5巻までの話を元に作られているが、時系列や各エピソードが若干異なっている。
みぞれは2学期ではなく1学期途中からの登場となり、不登校の元凶である教師との関わりもなくなっているため、彼に纏わる話はない。瑠妃の話（魔女の丘編）は、行き先が人間の街から海水浴に変更されたために出会いからオリジナルとなり、お館も死去済みという設定のためにお館とのやりとりもなく、その代わりに瑠妃が死を受け止めきれずに暴走するというものになる。
公安の話は1学期終盤から2学期序盤の話へと変わり、黒幕の石神が存在しないために月音が人間だと独自で調査し、処刑は公開処刑になり、戦闘の流れもほぼオリジナルとなり、最後も吸血鬼化した月音ではなく裏萌香が九曜を倒す。また独自のお色気やパロディが描かれることも多い（第5話の水泳大会、第6話の胡夢と紫の推理小説パロディ、第9話の海水浴へ行く話、第11話のスーパー戦隊シリーズパロディや超新聞部とお色気で新聞配り対決など）。
テレビ大阪やテレビ愛知など一部の局では、テレビ放送時に露骨な部分の幾つかを謎こうもりで見え難くする修正が加えられた。また、第2・3話のOP・EDと第4話以降のOP・EDでは、アニメーションが修正されており、曲もわずかにアレンジ（リミックス）されている。

### 第2期
2008年10月から同年12月まで、独立UHF局他で放送された。全13話。第1期とはネット局や放送順に変化が生じており、テレビ愛知が外れた代わりに三重テレビとぎふチャンが新たに加わった。
月音が2年に進級してからの話となるが、第7話と第11話は本来1年の時の話であり、第7話では月音の従姉妹・響子も絡むこととなり、第11話は学園祭ではなく平日での話となり、黒幕となる石神が存在しないために彼女に纏わる部分はなくなり、萌香が分裂したり大結界が壊れるというアニメオリジナルの結末となる。これら以外はほぼアニメオリジナルであり、心愛の性格はよりきつくなっている。
第1期より更にラブコメやギャグテイストなものとなり、スラップスティック要素も加味された。パンチラも更に増やされ、テレビ放送時の修正も強化され、テレビ大阪では大半の部分に謎こうもりやクマのプリントが挿入されて見えなくされた他、TOKYO MX、チバテレビ、三重テレビなどでも、数か所は見え難くされた。
OPアニメはOPテーマに合わせて踊るプロのダンサーの振り付けをモーションキャプチャで撮り込んだデータに、アニメーターがキャラクターを合わせて描いたものが用いられた。また、第2話以降のOPではスタッフロール字幕が第1期の字幕と異なり、カラー付角字体に改定された。

## スタッフ
- 原作 - 池田晃久[1]
- 監督 - 稲垣隆行[1]
- シリーズ構成 - 山口宏[1]
- キャラクターデザイン - 藤田まり子[1]
- モンスターデザイン、プロップデザイン - 神戸洋行
- 総作画監督 - 清丸悟
- 美術監督 - 池田繁美
- 色彩設計 - 鈴木寿枝
- 撮影監督 - 牛島あゆみ（第1期）、佐々木正典（第2期）
- 編集 - 廣瀬清志
- 音楽 - 田中公平、浜口史郎
- 録音監督 - 高寺たけし
- プロデューサー - 町田宗治、篠崎真哉、橋本太知、松井智、池田慎一
- 制作プロデューサー - 若松剛（第1期）、吉田悟（第2期）
- アニメーション制作 - GONZO[1]
- 製作 - 陽海学園新聞部（集英社、GDH、ハピネット、読売広告社）

## 主要担当声優
- 青野月音 - 岸尾だいすけ
- 赤夜萌香 - 水樹奈々
- 黒乃胡夢 - 福圓美里
- 仙童紫 - こやまきみこ
- 白雪みぞれ - 釘宮理恵
- 橙条瑠妃 - 千葉紗子
- 朱染心愛 - 斎藤千和
- 謎こうもり - 子安武人
- 森丘銀影 - 関智一
- 猫目静 - 井上喜久子

## 主題歌
いずれも歌は水樹奈々が担当。また、志倉千代丸を除く全ての作曲・編曲者はElements Garden所属。
挿入歌についてはキャラクターソングを参照。
| 期    | 曲                         | 作詞       | 作曲       | 編曲              | 備考                                                                  |
| ----- | -------------------------- | ---------- | ---------- | ----------------- | --------------------------------------------------------------------- |
| 第1期 | COSMIC LOVE                | 園田凌士   | 藤田淳平   | 藤田淳平          | 第2話 - 第12話オープニングテーマおよび第1話・最終話エンディングテーマ |
| 第1期 | Dancing in the velvet moon | 水樹奈々   | 上松範康   | 上松範康 中山真斗 | 第2話 - 第12話エンディングテーマ                                      |
| 第2期 | DISCOTHEQUE                | 園田凌士   | 上松範康   | 上松範康          | 第2話 - 第12話オープニングテーマ及び第1話・最終話エンディングテーマ   |
| 第2期 | Trinity Cross              | 志倉千代丸 | 志倉千代丸 | 藤間仁            | 第2話 - 第12話エンディングテーマ                                      |

## 各話リスト
サブタイトルは第1期も第2期も「○○とバンパイア」で統一されている。
| 話数                                 | サブタイトル                   | 脚本                           | 絵コンテ                       | 演出                           | 作画監督                                                   | 原作相当話                                    |                                |
| ロザリオとバンパイア （第1期）       | ロザリオとバンパイア （第1期） | ロザリオとバンパイア （第1期） | ロザリオとバンパイア （第1期） | ロザリオとバンパイア （第1期） | ロザリオとバンパイア （第1期）                             | ロザリオとバンパイア （第1期）                | ロザリオとバンパイア （第1期） |
| ------------------------------------ | ------------------------------ | ------------------------------ | ------------------------------ | ------------------------------ | ---------------------------------------------------------- | --------------------------------------------- | ------------------------------ |
| 1                                    | 新生活とバンパイア             | 山口宏                         | 稲垣隆行                       | 稲垣隆行                       | Shuzilow.HA 齋藤雅和                                       | ①1：学園のバンパイア                          |                                |
| 2                                    | 夢魔とバンパイア               | 山口宏                         | 福田道生                       | 市村徹夫                       | 中村深雪                                                   | ①2：黒い夢のくるむ                            |                                |
| 3                                    | 魔女っ子とバンパイア           | 山口宏                         | 池畠博史                       | 池畠博史                       | SEO KYUNG-ROCK                                             | ①5：いたずらな恋?                             |                                |
| 4                                    | さよならとバンパイア           | 山口宏                         | 祝浩司                         | 祝浩司                         | 山川宏治                                                   |                                               |                                |
| 5                                    | スクール水着とバンパイア       | 早坂律子                       | 稲垣隆行                       | 唐戸光博                       | 小林亮                                                     | ①3：部活に入ろう!                             |                                |
| 6                                    | 新聞部とバンパイア             | 早坂律子                       | 福田道生                       | 麦野アイス                     | 菅井翔 斉藤雅和                                            | ①4：先輩とは仲良くね                          |                                |
| 7                                    | 雪女とバンパイア               | 山口宏                         | 東海林真一                     | 白石道太                       | Shuzilow.HA、海老原雅夫 片岡英之、蘇武裕子 阿部達也        | ①18：新学期 ①19：雪解けの少女                 |                                |
| 8                                    | 数学とバンパイア               | 山口宏                         | 出井真知雄                     | 神戸洋行                       | SEO KYUNG-ROCK                                             | ①12：勉強を教えて!                            |                                |
| 9                                    | 夏休みとバンパイア             | 早坂律子                       | もりたけし                     | 祝浩司                         | 小谷杏子 片岡英之                                          | ①13：ひまわり色の夏休み ①14：人間のまち       |                                |
| 10                                   | ひまわりとバンパイア           | 早坂律子                       | 板垣伸                         | 板垣伸                         | 平田雄三                                                   | ①15：友達になれたら ①17：回帰                 |                                |
| 11                                   | 新学期とバンパイア             | 山口宏                         | 福田道生                       | 唐戸光博                       | 輿石暁                                                     | ①8：月に願いを                                |                                |
| 12                                   | 公安委員会とバンパイア         | 山口宏                         | 金崎貴臣                       | 白石道太                       | 蘇武裕子                                                   | ①9：秘密                                      |                                |
| 13                                   | 月音とバンパイア               | 山口宏                         | 福田道生                       | 三宅雄一郎                     | 神戸洋行、吉田隆彦 佐々木敏子、藤田まり子 清丸悟、蘇武裕子 | ①9：秘密 ①10：文句はないだろ?                 |                                |
| ロザリオとバンパイア CAPU2 （第2期） |                                |                                |                                |                                |                                                            |                                               |                                |
| 1                                    | 再会とバンパイア               | 山口宏                         | 太田雅彦                       | 太田雅彦                       | 小川浩司 谷川政輝                                          |                                               |                                |
| 2                                    | 妹とバンパイア                 | 山口宏                         | 布施康之                       | 布施康之                       | 澤崎誠 矢野裕一郎                                          | ②3：粘着質少女                                |                                |
| 3                                    | 母と子とバンパイア             | 早坂律子                       | 出井真知雄                     | 三笠修                         | 山内則康 大和田直之                                        | ①35：学園祭                                   |                                |
| 4                                    | 身体測定とバンパイア           | 早坂律子                       | 稲垣隆行                       | 白石道太                       | 松岡秀明                                                   |                                               |                                |
| 5                                    | カレーとバンパイア             | 竹田裕一郎                     | 稲垣隆行                       | 三宅雄一郎                     | 江上夏樹 村上龍一                                          |                                               |                                |
| 6                                    | 修学旅行とバンパイア           | 竹田裕一郎                     | 大久保政雄                     | 大久保政雄                     | 川島尚                                                     |                                               |                                |
| 7                                    | バスルームとバンパイア         | 竹田裕一郎                     | オザワカズヒロ                 | オザワカズヒロ                 | ふくだのりゆき、澤崎誠 森川均、矢野裕一郎                  | ①97：再会の約束                               |                                |
| 8                                    | 青春とバンパイア               | 山口宏 稲垣隆行                | 稲垣隆行                       | 五月女有作                     | 佐々木敏子、小林多加志 水谷麻美子                          |                                               |                                |
| 9                                    | スキーとバンパイア             | 山口宏                         | 細越裕治                       | 矢花馨                         | Lee Min Bae Cho Young Rae                                  |                                               |                                |
| 10                                   | 美少年とバンパイア             | 早坂律子                       | オザワカズヒロ                 | 祝浩司                         | 青木美穂 容洪                                              |                                               |                                |
| 11                                   | リリスの鏡とバンパイア         | 山口宏                         | 出井真知雄                     | 三笠修                         | 山内則康 李政權                                            | ①36：来訪者 ①37：リリスの鏡 ①38：未来のカタチ |                                |
| 12                                   | 封印とバンパイア               | 山口宏                         | 金澤勝眞                       | 白石道太                       | 松岡秀明                                                   |                                               |                                |
| 13                                   | 十字架と家族とバンパイア       | 山口宏                         | 稲垣隆行                       | 友田政晴                       | 藤田まり子、清丸悟 山内則康、李政權                        |                                               |                                |

## 放送局
| 放送地域                            | 放送局                        | 放送期間                      | 放送日時                      | 放送系列                      | 備考                          |
| ロザリオとバンパイア（第1期）       | ロザリオとバンパイア（第1期） | ロザリオとバンパイア（第1期） | ロザリオとバンパイア（第1期） | ロザリオとバンパイア（第1期） | ロザリオとバンパイア（第1期） |
| ----------------------------------- | ----------------------------- | ----------------------------- | ----------------------------- | ----------------------------- | ----------------------------- |
| 東京都                              | TOKYO MX                      | 2008年1月3日 - 3月27日        | 木曜 23:30 - 24:00            | 独立UHF局                     |                               |
| 千葉県                              | チバテレビ                    | 2008年1月3日 - 3月27日        | 木曜 26:00 - 26:30            | 独立UHF局                     |                               |
| 神奈川県                            | tvk                           | 2008年1月3日 - 3月27日        | 木曜 26:15 - 26:45            | 独立UHF局                     |                               |
| 埼玉県                              | テレ玉                        | 2008年1月5日 - 3月29日        | 土曜 25:30 - 26:00            | 独立UHF局                     |                               |
| 大阪府                              | テレビ大阪                    | 2008年1月5日 - 3月29日        | 土曜 26:40 - 27:10            | テレビ東京系列                |                               |
| 愛知県                              | テレビ愛知                    | 2008年1月10日 - 4月3日        | 木曜 25:28 - 25:58            | テレビ東京系列                |                               |
| 青森県                              | 青森放送                      | 2008年1月10日 - 3月27日       | 木曜 25:34 - 26:04            | 日本テレビ系列                |                               |
| 日本全域                            | キッズステーション            | 2008年4月22日 - 7月15日       | 火曜 24:00 - 24:30            | CS放送                        | リピート放送あり              |
| 日本全域                            | AT-X                          | 2011年3月14日 - 6月6日        | 月曜 9:30 - 10:00             | CS放送                        | リピート放送あり              |
| ロザリオとバンパイア CAPU2（第2期） |                               |                               |                               |                               |                               |
| 大阪府                              | テレビ大阪                    | 2008年10月1日 - 12月24日      | 水曜 26:25 - 26:55            | テレビ東京系                  |                               |
| 東京都                              | TOKYO MX                      | 2008年10月2日 - 12月25日      | 木曜 23:30 - 24:00            | 独立UHF局                     |                               |
| 三重県                              | 三重テレビ                    | 2008年10月2日 - 12月25日      | 木曜 25:35 - 26:05            | 独立UHF局                     |                               |
| 千葉県                              | チバテレビ                    | 2008年10月2日 - 12月25日      | 木曜 26:00 - 26:30            | 独立UHF局                     |                               |
| 神奈川県                            | tvk                           | 2008年10月2日 - 12月25日      | 木曜 26:15 - 26:45            | 独立UHF局                     |                               |
| 埼玉県                              | テレ玉                        | 2008年10月4日 - 12月27日      | 土曜 25:30 - 26:00            | 独立UHF局                     |                               |
| 岐阜県                              | 岐阜放送                      | 2008年10月7日 - 12月30日      | 火曜 25:45 - 26:15            | 独立UHF局                     |                               |
| 青森県                              | 青森放送                      | 2008年10月8日 - 12月30日      | 水曜 24:59 - 25:29            | 日本テレビ系                  |                               |
| 日本全域                            | キッズステーション            | 2009年1月13日 - 4月7日        | 火曜 24:00 - 24:30            | CS放送                        | リピート放送あり              |
| 日本全域                            | AT-X                          | 2011年6月13日 - 9月5日        | 月曜 9:30 - 10:00             | CS放送                        | リピート放送あり              |

- 備考
  - 第1期でのTOKYO MXと青森放送以外は、前番組の『スカイガールズ』と同じ放送枠を踏襲。ただし、テレビ愛知は編成の都合上から前番組と比較して1週遅れネットである。
  - 第1期での青森放送は本作における東名阪地区以外の唯一のネット局にして、『フタコイ オルタナティブ』以来2年9ヵ月ぶりのUHFアニメである。また、当初は最速局と比較して1週遅れネットであったが、第10話を2008年3月10日に、第11話を同年3月13日に放送した為、以降はそれに伴って1週繰り上がり、最終話も最速局と同日での放送となった。
  - tvkでは第1期第2話放送の際に送出用マスターテープのドロップアウトに起因する画像の乱れ放送事故が発生し、後日再放送された。しかし、同程度のドロップアウトは本作以外にも散見されている。
  - BS11では、2008年11月の1か月間に土曜 24:00 - 24:30の『ANIME+』枠で傑作選として第1期の第1話・第2話・第3話・第5話・第7話を放送。映像はテレビ版ではなく、DVDリテイクバージョンが使用された。毎回、実写の監督のインタビュー、プレゼント情報が本編後にあり、V☆パラダイスが製作に協力していた。

## DVD/BD

### 単巻DVD
| 巻数                                | 収録内容                      | 品番                          | 発売日                        |                               |                               |
| ロザリオとバンパイア（第1期）       | ロザリオとバンパイア（第1期） | ロザリオとバンパイア（第1期） | ロザリオとバンパイア（第1期） | ロザリオとバンパイア（第1期） | ロザリオとバンパイア（第1期） |
| ----------------------------------- | ----------------------------- | ----------------------------- | ----------------------------- | ----------------------------- | ----------------------------- |
| ロザリオとバンパイア 1              | 第1話、第2話、第3話           | BIBA-7581                     | 2008年4月25日                 |                               |                               |
| ロザリオとバンパイア 2              | 第4話、第5話                  | BIBA-7582                     | 2008年5月30日                 |                               |                               |
| ロザリオとバンパイア 3              | 第6話、第7話                  | BIBA-7583                     | 2008年6月27日                 |                               |                               |
| ロザリオとバンパイア 4              | 第8話、第9話                  | BIBA-7584                     | 2008年7月25日                 |                               |                               |
| ロザリオとバンパイア 5              | 第10話、第11話                | BIBA-7585                     | 2008年8月29日                 |                               |                               |
| ロザリオとバンパイア 6              | 第12話、第13話                | BIBA-7586                     | 2008年9月26日                 |                               |                               |
| ロザリオとバンパイア CAPU2（第2期） |                               |                               |                               |                               |                               |
| ロザリオとバンパイア CAPU2 1        | 第1話、第2話、第3話           | BIBA-7711                     | 2008年12月21日                |                               |                               |
| ロザリオとバンパイア CAPU2 2        | 第4話、第5話                  | BIBA-7712                     | 2009年1月30日                 |                               |                               |
| ロザリオとバンパイア CAPU2 3        | 第6話、第7話                  | BIBA-7713                     | 2009年2月27日                 |                               |                               |
| ロザリオとバンパイア CAPU2 4        | 第8話、第9話                  | BIBA-7714                     | 2009年3月27日                 |                               |                               |
| ロザリオとバンパイア CAPU2 5        | 第10話、第11話                | BIBA-7715                     | 2009年4月24日                 |                               |                               |
| ロザリオとバンパイア CAPU2 6        | 第12話、第13話                | BIBA-7716                     | 2009年5月22日                 |                               |                               |

### DVD-BOX/BD-BOX
| 巻数                       | 品番（DVD/BD）      | 発売日        |
| -------------------------- | ------------------- | ------------- |
| ロザリオとバンパイア       | BIBA-9341/BIXA-9351 | 2010年1月29日 |
| ロザリオとバンパイア CAPU2 | BIBA-9342/BIXA-9352 | 2010年3月19日 |

2022年1月26日には、BD2枚組に全期全話を収録した『ロザリオとバンパイア 全話いっき見ブルーレイ』がフロンティアワークスより発売された。

## CD

### キャラクターソング
サウンドプロデュースは主題歌と同じくElements Gardenが担当しており、オリジナル曲の作曲者および全ての編曲者は全員Elements Garden所属。発売はいずれもキングレコードより発売。

#### シングル
全て、オリジナル曲と1980年代のアイドル歌手のカバー曲の2曲を収録（ただし、『CAPU2』のザ・かぷっちゅのキャラクターソングシングルを除く）。
- カップリング曲の（ ）内は、オリジナルヴァージョンの歌唱者。
- 挿入話列は挿入歌として使われた話数を示す。アニメとキャラクターソングの期があっている曲については期を省略して記載、また第1期キャラクターソングでアニメ第2期で使用された曲については「2-xx」の形で記載している。
- 「ザ・かぷっちゅ」は、赤夜萌香（水樹奈々）・黒乃胡夢（福圓美里）・仙童紫（こやまきみこ）・白雪みぞれ（釘宮理恵）・橙条瑠妃（千葉紗子）によるユニットである。

|                                                  | 歌手                                       | 収録曲                                     | 作詞                                       | 作曲                                       | 編曲                                       | 挿入話                                     | 品番                                       | 発売日                                     |
| 「ロザリオとバンパイア」キャラクターソング       | 「ロザリオとバンパイア」キャラクターソング | 「ロザリオとバンパイア」キャラクターソング | 「ロザリオとバンパイア」キャラクターソング | 「ロザリオとバンパイア」キャラクターソング | 「ロザリオとバンパイア」キャラクターソング | 「ロザリオとバンパイア」キャラクターソング | 「ロザリオとバンパイア」キャラクターソング | 「ロザリオとバンパイア」キャラクターソング |
| ------------------------------------------------ | ------------------------------------------ | ------------------------------------------ | ------------------------------------------ | ------------------------------------------ | ------------------------------------------ | ------------------------------------------ | ------------------------------------------ | ------------------------------------------ |
| 1                                                | 赤夜萌香/CV：水樹奈々                      | 赤い情熱                                   | 園田凌士                                   | 上松範康                                   | 菊田大介                                   | 5、2-3                                     | KICM-3167                                  | 2008年2月14日                              |
| 1                                                | 赤夜萌香/CV：水樹奈々                      | 赤いスイートピー（松田聖子）               | 松本隆                                     | 呉田軽穂                                   | 藤田淳平                                   | 8                                          | KICM-3167                                  | 2008年2月14日                              |
| 2                                                | 黒乃胡夢/CV：福圓美里                      | 渚のデカメロン                             | 桑原永江                                   | 藤田淳平                                   | 藤田淳平                                   | 5                                          | KICM-3168                                  | 2008年2月14日                              |
| 2                                                | 黒乃胡夢/CV：福圓美里                      | 時に愛は（松本伊代）                       | 尾崎亜美                                   | 尾崎亜美                                   | 藤間仁                                     | 2-13                                       | KICM-3168                                  | 2008年2月14日                              |
| 3                                                | 仙童紫/CV：こやまきみこ                    | マジカルロマンス                           | 桜たんぽぽ                                 | 上松範康                                   | 菊田大介                                   | 5                                          | KICM-3169                                  | 2008年2月14日                              |
| 3                                                | 仙童紫/CV：こやまきみこ                    | デリケートに好きして（太田貴子）           | 古田喜昭                                   | 古田喜昭                                   | 菊田大介                                   |                                            | KICM-3169                                  | 2008年2月14日                              |
| 4                                                | 白雪みぞれ/CV：釘宮理恵                    | 雪解けの恋心                               | 園田凌士                                   | 上松範康                                   | 上松範康                                   | 7                                          | KICM-3170                                  | 2008年3月26日                              |
| 4                                                | 白雪みぞれ/CV：釘宮理恵                    | スローモーション（中森明菜）               | 来生えつこ                                 | 来生たかお                                 | 藤田淳平                                   | 2-13                                       | KICM-3170                                  | 2008年3月26日                              |
| 5                                                | 橙条瑠妃/CV：千葉紗子                      | 友達だよ…                                  | 桜たんぽぽ                                 | 藤間仁                                     | 藤間仁                                     | 10                                         | KICM-3171                                  | 2008年3月26日                              |
| 5                                                | 橙条瑠妃/CV：千葉紗子                      | 話しかけたかった（南野陽子）               | 戸沢暢美                                   | 岸正之                                     | 藤間仁                                     |                                            | KICM-3171                                  | 2008年3月26日                              |
| 6                                                | ザ・かぷっちゅ                             | 冷たいロザリオ                             | 桜たんぽぽ                                 | 菊田大介                                   | 菊田大介                                   | 13                                         | KICM-3172                                  | 2008年3月26日                              |
| 6                                                | ザ・かぷっちゅ                             | 時の河を越えて（うしろ髪ひかれ隊）         | 秋元康                                     | 後藤次利                                   | 菊田大介                                   | 2-1                                        | KICM-3172                                  | 2008年3月26日                              |
| 「ロザリオとバンパイア CAPU2」キャラクターソング |                                            |                                            |                                            |                                            |                                            |                                            |                                            |                                            |
| 1                                                | 赤夜萌香/CV：水樹奈々                      | あなたにカプッchu!                         | 桜たんぽぽ                                 | 上松範康                                   | 菊田大介                                   | 6                                          | KICM-3177                                  | 2008年10月29日                             |
| 1                                                | 赤夜萌香/CV：水樹奈々                      | DESIRE -情熱-（中森明菜）                  | 阿木燿子                                   | 鈴木キサブロー                             | 菊田大介                                   | 12                                         | KICM-3177                                  | 2008年10月29日                             |
| 2                                                | 朱染心愛/CV：斎藤千和                      | ポジティブ☆ロケンロー                      | 桜たんぽぽ                                 | 藤田淳平                                   | 藤田淳平                                   | 9                                          | KICM-3178                                  | 2008年10月29日                             |
| 2                                                | 朱染心愛/CV：斎藤千和                      | 白い炎（斉藤由貴）                         | 森雪之丞                                   | 玉置浩二                                   | 藤田淳平                                   | 6                                          | KICM-3178                                  | 2008年10月29日                             |
| 3                                                | 黒乃胡夢/CV：福圓美里                      | やふなのに…                                | 桑原永江                                   | 上松範康                                   | 菊田大介                                   | 3                                          | KICM-3179                                  | 2008年10月29日                             |
| 3                                                | 黒乃胡夢/CV：福圓美里                      | スマイル・フォー・ミー（河合奈保子）       | 竜真知子                                   | 馬飼野康二                                 | 藤田淳平                                   |                                            | KICM-3179                                  | 2008年10月29日                             |
| 4                                                | 仙童紫/CV：こやまきみこ                    | 魔女っコ♥女のコ                            | 桑原永江                                   | 菊田大介                                   | 菊田大介                                   | 5                                          | KICM-3180                                  | 2008年10月29日                             |
| 4                                                | 仙童紫/CV：こやまきみこ                    | 淋しい熱帯魚（Wink）                       | 及川眠子                                   | 尾関昌也                                   | 藤田淳平                                   |                                            | KICM-3180                                  | 2008年10月29日                             |
| 5                                                | 白雪みぞれ/CV：釘宮理恵                    | Snowstorm                                  | 桜たんぽぽ                                 | 藤間仁                                     | 藤間仁                                     | 3                                          | KICM-3181                                  | 2008年11月26日                             |
| 5                                                | 白雪みぞれ/CV：釘宮理恵                    | Say Yes!（菊池桃子）                       | 売野雅勇                                   | 林哲司                                     | 中山真斗                                   | 5                                          | KICM-3181                                  | 2008年11月26日                             |
| 6                                                | 橙条瑠妃/CV：千葉紗子                      | オレンジの帰り道                           | 桑原永江                                   | 藤田淳平                                   | 藤田淳平                                   | 8                                          | KICM-3182                                  | 2008年11月26日                             |
| 6                                                | 橙条瑠妃/CV：千葉紗子                      | 深呼吸して（渡辺満里奈）                   | 秋元康                                     | 山本はるきち                               | 藤田淳平                                   |                                            | KICM-3182                                  | 2008年11月26日                             |
| 7                                                | ザ・かぷっちゅ                             | Shalala -私にくれた物-                     | 桜たんぽぽ                                 | 藤間仁                                     | 藤間仁                                     | 13                                         | KICM-3183                                  | 2008年11月26日                             |
| 7                                                | 謎こうもり/CV：子安武人                    | 百万回のジュテームで                       | 上松範康                                   | 上松範康                                   | 上松範康                                   | 10                                         | KICM-3183                                  | 2008年11月26日                             |

#### アルバム
『ロザリオとバンパイア IDOL COVER BEST』が2009年2月18日に発売（KICA-957）。
キャラクターソングシングルのカップリングに収録された1980年代アイドル歌手のカバーソングに加え、水樹奈々が「MUGO・ん…色っぽい」（工藤静香）を、福圓美里・釘宮理恵がデュエットで「EQUALロマンス」（CoCo）を新たにカバーした。
- 収録曲
  1. MUGO・ん…色っぽい - 赤夜萌香（水樹奈々）※新録曲
  2. スマイル・フォー・ミー - 黒乃胡夢（福圓美里）
  3. デリケートに好きして - 仙童紫（こやまきみこ）
  4. スローモーション - 白雪みぞれ（釘宮理恵）
  5. 話しかけたかった - 橙条瑠妃（千葉紗子）
  6. EQUALロマンス - 黒乃胡夢（福圓美里）・白雪みぞれ（釘宮理恵）※新録曲
  7. DESIRE -情熱- - 赤夜萌香（水樹奈々）
  8. 白い炎 - 赤染心愛（斎藤千和）
  9. 時に愛は - 黒乃胡夢（福圓美里）
  10. 淋しい熱帯魚 - 仙童紫（こやまきみこ）
  11. Say Yes! - 白雪みぞれ（釘宮理恵）
  12. 深呼吸して - 橙条瑠妃（千葉紗子）
  13. 赤いスイートピー - 赤夜萌香（水樹奈々）
  14. 時の河をこえて - ザ・かぷっちゅ[メンバー 1]

### サウンドトラック
- DVD「ロザリオとバンパイア」1 オリジナル企画CD
  - 第1期DVD第1巻特典CD
  - 第1期のOPとEDのTVサイズ版も収録。
- ロザリオとバンパイア Original Soundtrack
  - 発売日 - 2008年12月25日（KICA-949）
  - 全49曲で第1期と第2期のOPとEDのTVサイズ版も収録。

### ラジオCD
ラジオCD ロザリオとバンパイア（2008年8月6日発売）
- 収録内容
  - DISC-1（オーディオCD）：録りおろし特番を収録（新規録音）
  - DISC-2（データCD）：ラジオ第1回～第13回までをMP3にて収録。

- パーソナリティ
  - 福圓美里（黒乃胡夢 役）
  - こやまきみこ（仙童紫 役）

- ゲスト
  - 水樹奈々（赤夜萌香 役）※月イチゲスト
  - 井上喜久子（猫目静 役）
  - 千葉紗子（橙条瑠妃 役）
  - 釘宮理恵（白雪みぞれ 役）※特別版ゲスト

ラジオCD ロザリオとバンパイア CAPU2（2009年6月24日）
- 収録内容
  - DISC-1（オーディオCD）：録りおろし特番を収録（新規録音）
  - DISC-2（データCD-ROM）：ラジオ第1回～第13回までをMP3にて収録。

- パーソナリティ
  - 福圓美里（黒乃胡夢 役）
  - こやまきみこ（仙童紫 役）

- ゲスト
  - 水樹奈々（赤夜萌香 役）
  - 斎藤千和（朱染心愛 役）
  - 檜山修之（小宮砕蔵 役）

## Webラジオ
『ラジオ！ロザリオとバンパイア』のタイトルとして音泉とBEWEで配信されていたインターネットラジオ番組。
パーソナリティ
- 福圓美里（黒乃胡夢 役）
- こやまきみこ（仙童紫 役）

放送概要
第1期
- 配信期間：2007年12月27日から2008年3月27日まで
- 配信日：毎週木曜日
- 配信サイト：音泉・BEWE
- 2008年1月3日は年始のため休止
- 『キャラソン紹介強化月間』と題して、第5回から第13回はキャラクターソングが途中で流されていた。

第2期『ラジオ！ロザリオとバンパイア CAPU2』
- 配信期間：2008年10月23日から2009年4月23日まで
- 配信日：隔週木曜日
- 配信サイト：音泉

コーナー
ふつおた
アニメやラジオの感想や質問、リスナーの日常で起こったことなどの普通のおたより。
アニメ 4文字と5文字（第1期、第2期・#7）
リスナーから4文字と5文字の面白い言葉を募集。送られてきた言葉を1枚ずつ引いて、「ロザリオとバンパイア」のように「○○○○と○○○○○」といった形で発表。出来たタイトルを元に「そんなタイトルのアニメが実際にあったらどんな作品か」想像しながらあらすじを考える。そのあらすじの面白さによって2人に「たらい」や「やかん」などいろんなものが降ってきてしまうが、ナイスなあらすじの場合、ファンファーレが流れる。第2期の7回目はリスナーの要望で復活した。
『〜飯塚雅弓の月刊ラジオグランプリ〜 ともだち100人できるからっ♪』（#33 2008年2月26日）に福圓がゲスト出演をした時に出張として行われた。
陽海学園新聞（第1期）
リスナーの周りで起きた面白事件や怪奇現象などを送ってもらい、記事っぽく紹介していこうというコーナー。新聞にありそうな「記事の見出し」と「本文」を送る。
ぼくの陽海大百科（第2期）
身の回りにある意味がわかりにくい言葉（例：サブプライムなど）を募集し、パーソナリティーが架空の妖怪として推測して答えるコーナー。
月音のために その1（第2期）
リスナーにこういった女の子は可愛いと思ったしぐさや行動を妄想して送るコーナー。
ゲスト
第1期
#3・#7・#13（2008年1月17日・2月14日・3月27日）、水樹奈々（赤夜萌香 役）
#6（2008年2月7日）、井上喜久子（猫目静 役）
#10（2008年3月6日）、千葉紗子（橙条瑠妃 役）
第2期
#3・#13（2008年11月20日・2009年4月23日）、水樹奈々（赤夜萌香 役）
#5（2008年12月18日）、檜山修之（小宮砕蔵 役）
#7（2009年1月29日）、GONZOプロデューサーの橋本&スタジオ・キューテックの塚田
#9（2009年2月26日）、斎藤千和（朱染心愛 役）
関連CD

## ゲーム
2作が発売されており、共にアニメ版準拠。主人公もアニメ版と同様で、青野月音で固定されているが、PS2版のみボイスがない。DS版とPS2版で個別に、アニメ版には登場しないオリジナルキャラクターも登場する。
ロザリオとバンパイア 七夕のミス陽海学園
カプコンより2008年3月20日にニンテンドーDS用ソフトで発売。ジャンルはアドベンチャー。
- オープニングテーマ「COSMIC LOVE」
  - 歌：水樹奈々

ロザリオとバンパイア CAPU2 恋と夢の狂想曲
コンパイルハートより、2009年7月23日PS2用ソフトで発売。ジャンルは「妖恋愛体験アドベンチャー」。
- オープニングテーマ「1/6000000000」
  - 歌：音無蘭/凛/蓮（高本めぐみ）

## ドラマCD
アニメに先行して2作のドラマCDが発売され、このドラマCDの主要キャストを引き継いでアニメが制作されている。3作目はアニメ第1期と第2期の間に発売されており、設定もアニメベースとなっている。
集英社ドラマCD ロザリオとバンパイア（2006年8月31日）
第1弾。主要キャストはアニメ・ゲームへ引き継がれた。
新聞部の夏合宿は海に行くことが決定し、月音は萌香の水着姿に妄想を膨らませるが、何やら合宿地の温泉宿では怪しい事件が頻発する。
【声の出演】
- 青野月音 - 岸尾大輔
- 赤夜萌香 - 水樹奈々
- 黒乃胡夢 - 福圓美里
- 仙童紫 - こやまきみこ
- 白雪みぞれ - 釘宮理恵
- 猫目静 - 井上喜久子
- 森丘銀影 - 関智一
- 高田由美
- 茶風林

集英社ドラマCD ロザリオとバンパイア2（2007年12月14日）
第2弾。2008年1月より放送開始されるテレビアニメ第1期に先駆けて発売された。
クリスマスも近い冬のある日、新聞部の一行は人間界を訪れる。街でアルバイトにいそしむ月音との再会に、胸をときめかせる萌香。ところがお金を落としてしまい、このままでは冬の寒空の下、路頭に迷ってしまう。やむを得ず各自アルバイトに精を出すが、そんな中、萌香は菓子店を1人で切り盛りする女性と出会い、彼女の店を手伝うことになる。
TVアニメーション ドラマCD ロザリオとバンパイア（2008年7月25日）
テレビアニメ第1期終了後、2008年10月から放送開始されるテレビアニメ第2期に向けた内容のため、このドラマCDは上の2つとは違いアニメの舞台設定の下で描かれている。
公安委員会が解散して伸び伸びと学校生活を送る萌香と月音達。そんな平穏も束の間、月音の靴紐が突然切れ、カラスと黒猫の群れが次々と通り過ぎ、挙句の果てに頭上から鏡が落ちて来る。絵に描いたような不吉な出来事のオンパレードだったが、それはこれから始まる最低最悪最凶の3日間の序章に過ぎなかった。そんな月音の元に瑠妃が現われ、特別に調合した魔法薬の実験を手伝ってほしいと頼みに来る。その魔法薬は、学園の未来と月音のためにもなる物らしい。
【声の出演】
- 青野月音 - 岸尾だいすけ
- 赤夜萌香 - 水樹奈々
- 黒乃胡夢 - 福圓美里
- 仙童紫 - こやまきみこ
- 白雪みぞれ - 釘宮理恵
- 橙条瑠妃 - 千葉紗子
- 猫目静 - 井上喜久子
- 森丘銀影 - 関智一
- 謎こうもり - 子安武人